# Тупадли (Накельський повіт)
Тупадли (пол. Tupadły) — село в Польщі, у гміні Кциня Накельського повіту Куявсько-Поморського воєводства.
Населення — 328 осіб (2011).
У 1975-1998 роках село належало до Бидгощського воєводства.

## Демографія
Демографічна структура станом на 31 березня 2011 року:
|          | Загалом | Допрацездатний вік | Працездатний вік | Постпрацездатний вік |
| -------- | ------- | ------------------ | ---------------- | -------------------- |
| Чоловіки | 177     | 39                 | 119              | 19                   |
| Жінки    | 151     | 35                 | 84               | 32                   |
| Разом    | 328     | 74                 | 203              | 51                   |